# ATP Buenos Aires 2001 - Qualificazioni singolare
Le qualificazioni del singolare  dell'ATP Buenos Aires 2001 sono state un torneo di tennis preliminare per accedere alla fase finale della manifestazione. I vincitori dell'ultimo turno sono entrati di diritto nel tabellone principale. In caso di ritiro di uno o più giocatori aventi diritto a questi sono subentrati i lucky loser, ossia i giocatori che hanno perso nell'ultimo turno ma che avevano una classifica più alta rispetto agli altri partecipanti che avevano comunque perso nel turno finale.
Le qualificazioni del torneo ATP Buenos Aires 2001 prevedevano 32 partecipanti di cui 4 sono entrati nel tabellone principale.

## Teste di serie
1. Fernando Meligeni (Qualificato)
2. Tommy Robredo (Qualificato)
3. Félix Mantilla (ultimo turno)
4. Alexandre Simoni (ultimo turno)

1. Markus Hipfl (Qualificato)
2. Juan Antonio Marín (ultimo turno)
3. Oscar Serrano-Gamez (secondo turno)
4. Luis Horna (primo turno)

## Qualificati
1. Fernando Meligeni
2. Tommy Robredo

1. José Acasuso
2. Markus Hipfl

## Tabellone

### Legenda
| - Q = Qualificato - WC = Wild card - LL = Lucky loser | - ALT = Alternate - SE = Special Exempt - PR = Protected Ranking | - w/o = Walkover - r = Ritirato - d = Squalificato |

### Sezione 1
|  | Primo turno         | Primo turno         | Primo turno         | Primo turno | Primo turno |  |  | Secondo turno | Secondo turno      | Secondo turno      | Secondo turno      | Secondo turno      |   |   | Ultimo turno | Ultimo turno      | Ultimo turno      | Ultimo turno | Ultimo turno |  |
|  |                     |                     |                     |             |             |  |  |               |                    |                    |                    |                    |   |   |              |                   |                   |              |              |  |
|  | 1                   | Fernando Meligeni   | Fernando Meligeni   | 6           | 6           |  |  |               |                    |                    |                    |                    |   |   |              |                   |                   |              |              |  |
|  |                     | Nicolas Coutelot    | Nicolas Coutelot    | 1           | 2           |  |  | 1             | Fernando Meligeni  | Fernando Meligeni  | 6                  | 7                  |   |   |              |                   |                   |              |              |  |
|  | Martín Rodríguez    | Martín Rodríguez    | Martín Rodríguez    | 6           | 6           |  |  |               | Martín Rodríguez   | Martín Rodríguez   | 4                  | 6(3)               |   |   |              |                   |                   |              |              |  |
|  | Marcelo Charpentier | Marcelo Charpentier | Marcelo Charpentier | 4           | 2           |  |  |               |                    |                    |                    |                    |   |   | 1            | Fernando Meligeni | Fernando Meligeni | 6            | 6            |  |
|  | Patricio Arquez     | Patricio Arquez     | 6                   | 4           | 7           |  |  |               |                    | 6                  | Juan Antonio Marín | Juan Antonio Marín | 3 | 0 |              |                   |                   |              |              |  |
|  | Edgardo Massa       | Edgardo Massa       | 2                   | 6           | 5           |  |  |               | Patricio Arquez    | Patricio Arquez    | 0                  | 3                  |   |   |              |                   |                   |              |              |  |
|  | 6                   | Juan Antonio Marín  | Juan Antonio Marín  | 7           | 6           |  |  | 6             | Juan Antonio Marín | Juan Antonio Marín | 6                  | 6                  |   |   |              |                   |                   |              |              |  |
|  |                     | Solon Peppas        | Solon Peppas        | 5           | 2           |  |  |               |                    |                    |                    |                    |   |   |              |                   |                   |              |              |  |

### Sezione 2
|  | Primo turno       | Primo turno       | Primo turno       | Primo turno | Primo turno |  |  | Secondo turno   | Secondo turno   | Secondo turno   | Secondo turno   | Secondo turno |   |   | Ultimo turno | Ultimo turno  | Ultimo turno | Ultimo turno | Ultimo turno |  |
|  |                   |                   |                   |             |             |  |  |                 |                 |                 |                 |               |   |   |              |               |              |              |              |  |
|  | 2                 | Tommy Robredo     | 4                 | 6           | 6           |  |  |                 |                 |                 |                 |               |   |   |              |               |              |              |              |  |
|  |                   | Daniel Caracciolo | 6                 | 3           | 4           |  |  | 2               | Tommy Robredo   | Tommy Robredo   | 6               | 6             |   |   |              |               |              |              |              |  |
|  | Gastón Etlis      | Gastón Etlis      | Gastón Etlis      | 6           | 6           |  |  |                 | Gastón Etlis    | Gastón Etlis    | 4               | 2             |   |   |              |               |              |              |              |  |
|  | Francisco Cabello | Francisco Cabello | Francisco Cabello | 3           | 4           |  |  |                 |                 |                 |                 |               |   |   | 2            | Tommy Robredo | 4            | 6            | 7            |  |
|  | Diego Moyano      | Diego Moyano      | Diego Moyano      | 7           | 6           |  |  |                 |                 |                 | Diego Veronelli | 6             | 3 | 5 |              |               |              |              |              |  |
|  | Sebastian Decoud  | Sebastian Decoud  | Sebastian Decoud  | 6(4)        | 0           |  |  | Diego Moyano    | Diego Moyano    | Diego Moyano    | 1               | 0             |   |   |              |               |              |              |              |  |
|  |                   | Diego Veronelli   | Diego Veronelli   | 7           | 6           |  |  | Diego Veronelli | Diego Veronelli | Diego Veronelli | 6               | 6             |   |   |              |               |              |              |              |  |
|  | 8                 | Luis Horna        | Luis Horna        | 5           | 4           |  |  |                 |                 |                 |                 |               |   |   |              |               |              |              |              |  |

### Sezione 3
|  | Primo turno          | Primo turno          | Primo turno         | Primo turno | Primo turno |  |  | Secondo turno | Secondo turno       | Secondo turno       | Secondo turno | Secondo turno |   |   | Ultimo turno | Ultimo turno   | Ultimo turno | Ultimo turno | Ultimo turno |  |
|  |                      |                      |                     |             |             |  |  |               |                     |                     |               |               |   |   |              |                |              |              |              |  |
|  | 3                    | Félix Mantilla       | Félix Mantilla      | 6           | 7           |  |  |               |                     |                     |               |               |   |   |              |                |              |              |              |  |
|  |                      | Pablo Bianchi        | Pablo Bianchi       | 3           | 6(1)        |  |  | 3             | Félix Mantilla      | Félix Mantilla      | 7             | 6             |   |   |              |                |              |              |              |  |
|  | Paul-Henri Mathieu   | Paul-Henri Mathieu   | 7                   | 5           | 6           |  |  |               | Paul-Henri Mathieu  | Paul-Henri Mathieu  | 6(3)          | 3             |   |   |              |                |              |              |              |  |
|  | Juan-Pablo Brzezicki | Juan-Pablo Brzezicki | 6(6)                | 7           | 4           |  |  |               |                     |                     |               |               |   |   | 3            | Félix Mantilla | 6            | 2            | 0            |  |
|  | José Acasuso         | José Acasuso         | José Acasuso        | 6           | 7           |  |  |               |                     |                     | José Acasuso  | 2             | 6 | 6 |              |                |              |              |              |  |
|  | Sergio Roitman       | Sergio Roitman       | Sergio Roitman      | 3           | 6(3)        |  |  |               | José Acasuso        | José Acasuso        | 6             | 7             |   |   |              |                |              |              |              |  |
|  | 7                    | Oscar Serrano-Gamez  | Oscar Serrano-Gamez | 6           | 6           |  |  | 7             | Oscar Serrano-Gamez | Oscar Serrano-Gamez | 4             | 5             |   |   |              |                |              |              |              |  |
|  |                      | Luciano Vitullo      | Luciano Vitullo     | 3           | 0           |  |  |               |                     |                     |               |               |   |   |              |                |              |              |              |  |

### Sezione 4
|  | Primo turno      | Primo turno      | Primo turno     | Primo turno | Primo turno |  |  | Secondo turno | Secondo turno    | Secondo turno    | Secondo turno | Secondo turno |   |   | Ultimo turno | Ultimo turno     | Ultimo turno     | Ultimo turno | Ultimo turno |  |
|  |                  |                  |                 |             |             |  |  |               |                  |                  |               |               |   |   |              |                  |                  |              |              |  |
|  | 4                | Alexandre Simoni | 3               | 6           | 7           |  |  |               |                  |                  |               |               |   |   |              |                  |                  |              |              |  |
|  |                  | Eduardo Medica   | 6               | 0           | 6(3)        |  |  | 4             | Alexandre Simoni | Alexandre Simoni | 6             | 6             |   |   |              |                  |                  |              |              |  |
|  | Álex López Morón | Álex López Morón | 5               | 7           | 6           |  |  |               | Álex López Morón | Álex López Morón | 4             | 3             |   |   |              |                  |                  |              |              |  |
|  | Patricio Rudi    | Patricio Rudi    | 7               | 5           | 2           |  |  |               |                  |                  |               |               |   |   | 4            | Alexandre Simoni | Alexandre Simoni | 3            | 6(4)         |  |
|  | Héctor Moretti   | Héctor Moretti   | Héctor Moretti  | 6           | 6           |  |  |               |                  | 5                | Markus Hipfl  | Markus Hipfl  | 6 | 7 |              |                  |                  |              |              |  |
|  | Feliciano López  | Feliciano López  | Feliciano López | 2           | 4           |  |  |               | Héctor Moretti   | 5                | 6             | 0             |   |   |              |                  |                  |              |              |  |
|  | 5                | Markus Hipfl     | Markus Hipfl    | 7           | 6           |  |  | 5             | Markus Hipfl     | 7                | 2             | 6             |   |   |              |                  |                  |              |              |  |
|  |                  | Mariano Delfino  | Mariano Delfino | 5           | 2           |  |  |               |                  |                  |               |               |   |   |              |                  |                  |              |              |  |